# Leptacinus sulcifrons
Leptacinus sulcifrons – gatunek chrząszcza z rodziny kusakowatych i podrodziny kusaków.

## Taksonomia
Gatunek ten opisany został po raz pierwszy w 1833 roku przez Jamesa Francisa Stephensa pod nazwą Gyrohypnus sulcifrons. Jako lokalizację typową wskazano Suffolk, Devon, Londyn i Norfolk. Do rodzaju bruzdniczek (Leptacinus) przeniesiony został przez Stephensa w 1839 roku.

## Morfologia
Chrząszcz o wydłużonym, wąskim ciele długości od 4 do 4,5 mm. Głowa jest duża, o małych oczach, umieszczonych tuż przy ich krawędziach wewnętrznych, skierowanych ku środkowi czoła, ale go nieosiągających bruzdach czołowych zewnętrznych i smukłym z zaostrzonym szczytem ostatnim członie głaszczków szczękowych, umieszczona na cienkiej szyi. Przedplecze jest ciemnobrunatne do czarnego, co najmniej w przedniej połowie pozbawione mikrorzeźby, zaopatrzone w grzbietowe szeregi liczące od 10 do 12 punktów każdy. Pokrywy są czerwonawe do ciemnobrunatnych, dłuższe od przedplecza. W genitaliach samca długość podstawy edeagusa jest co najmniej czterokrotnie większa od długości paramer.

## Ekologia i występowanie
Owad ten zasiedla wilgotne stanowiska na łąkach, polach i w ogrodach oraz pobrzeża wód. Bytuje wśród gnijących szczątkami roślinnymi, w odchodach, pod napływkami oraz w pryzmach kompostowych.
Gatunek palearktyczny. W Europie znany jest z Wielkiej Brytanii, Hiszpanii, Francji, Belgii, Holandii, Niemiec, Szwajcarii, Austrii, Włoch, Szwecji, Norwegii, Finlandii, Estonii, Litwy, Polski, Czech, Słowacji, Węgier, Ukrainy, Słowenii, Chorwacji, Grecji i europejskiej części Rosji, na wschód po Ural. W Azji notowany jest z Kazachstanu, Uzbekistanu, Afganistanu i Mongolii. W Afryce podawany jest z Wysp Kanaryjskich, Maroka i Sudanu.